# Idealizmus

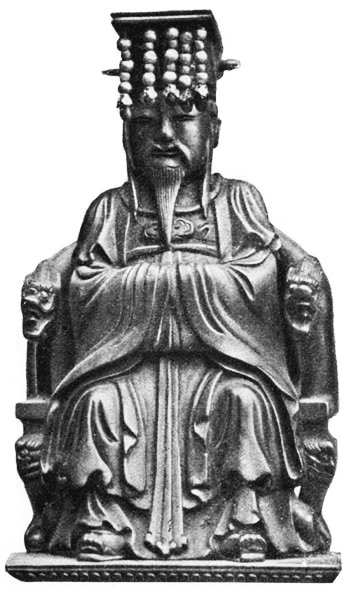
Konfuciusz

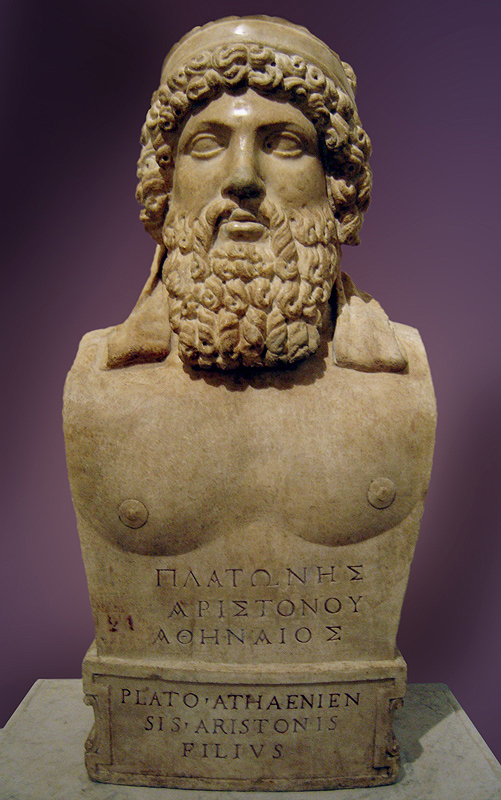
Platón

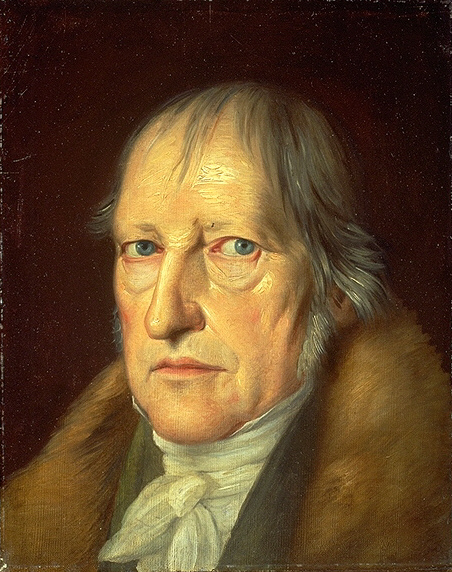
Hegel

Az idealizmus többjelentésű kifejezés.
A mindennapi életben az ideálokért való lelkesedés, amikor valaki egy meggyőződés híve és ezért hajlandó sok mindent háttérbe szorítani.
A filozófiában olyan fogalmak és világnézetek széles körét jelölő kifejezés, amely a materializmussal szemben az eszményeket tartja előbbre valóknak. Általában az a gondolkodásmód, amely a valóság legfőbb elvének a szellemet, az észt tartja. A metafizikai idealizmus szerint igazán csak a szellem létezik, az ismeretelméleti idealizmus szerint a külvilág csupán mint tudatunk tartalma van meg. Gyakorlati értelemben az idealizmus ideális, azaz eszmények után tájékozódó érzületet, s ugyanilyen törekvést jelent.
A filozófiában a léttel szemben a tudat elsőbbségét hirdető irányzat.
A filozófia alapkérdésében abból indul ki, hogy elsődleges az embertől független vagy emberi szellem, az eszme, a tudat. Az anyag, a természeti és társadalmi lét, az észlelhető valóság másodlagos mind lételméleti, mind ismeretelméleti vonatkozásban. 
Két fő ága van: az objektív és a szubjektív idealizmus.
Az idealizmus ellentéte a materializmus. Az idealizmus és a materializmus ellentéte megjelenik a filozófia és sok más tudományág általános elveiben, kategóriáiban.

## Elnevezése
Neve a latin idea (eszme, fogalom, ötlet, gondolat) szóból származik. Mint filozófiai szakkifejezést, terminus technicust a 17. században kezdték használni.
Filozófiai tartalmán kívül létezik egy köznyelvi jelentése is: valamely eszmény önzetlen, rajongó szolgálata, esetleg a tényeket mellőző, mindent jónak, tökéletesnek tartó naiv felfogás.

## Felosztása, fajtái
A metafizikai idealizmuson az újkor bölcseletében tulajdonképpen a spiritualizmust értik, vagyis azt a monisztikus felfogást, amely a materializmussal szemben az egész valóságot csupán lélekszerű létezőkből állónak gondolja, az anyagi világot pedig csupán ezek megjelenési módjának, jelenségnek tekinti.
A metafizikai vagy ontológiai idealizmus azt tanítja, hogy a világ alkotója az ősszellem, amely önmagából vetítette ki a tőle távolodó, folyton tisztátalanabbá és anyagiasabbá vált világot.
A metafizikai idealizmus a létezők különböző magyarázata szerint lehet:
- panteisztikus (Spinoza),
- monadologikus (Leibniz, Lotze),
- voluntarisztikus (Schopenhauer)
- abszolút (Hegel).

Az idealizmus válfajai két csoportra oszthatók: objektív idealizmus  és szubjektív idealizmus. 
A két csoport azonban nem különíthető el mereven egymástól, mivel az objektív idealista filozófiák is tartalmaznak szubjektív elemeket, és a szubjektív idealizmus képviselői is végső soron gyakran objektív idealista álláspontot foglalnak el, hogy elkerüljék a legszélsőségesebb, leginkább szubjektív idealista irányzattal, a szolipszizmussal való azonosulást.
Míg a múltban az objektív idealizmus képviselői harcoltak a szubjektív idealizmus ellen (Hegel nagy vitája Kant szubjektivizmusa és agnoszticizmusa ellen), addig ma az idealizmus két válfaja egyre inkább közeledik egymáshoz.

### Objektív
Az objektív idealista filozófiák szerint a létező valóság alapja, kezdete és/vagy lényege egy megszemélyesített (Isten) vagy személytelen világszellem (pl. Brahman), valamiféle, a természeten kívüli és felüli idea, abszolút eszme. 
Az objektív idealizmus történeti képviselői: a dinamikus panteizmus kifejlesztője, Giordano Bruno, Spinoza, Leibniz, Shaftesbury, Goethe, Schelling, Schleiermacher, Hegel, Schopenhauer.

### Szubjektív
A szubjektív idealizmus az emberi tudatot tartja elsődlegesnek és azt állítja, hogy amit mi rajtunk kívül létezővilágnak nevezünk, az nem más, mint emberi érzet, képzet és eszme.
A szubjektív idealizmus az egyéni tudatból indul ki, tagadja az emberi tudattól függetlenül létező objektív valóság létét, ezzel az emberi ismeretek objektív valóságtartalmát, vagy legalábbis megkérdőjelezi azt.

## Az idealista filozófiák története
Az objektív idealizmusra  jellemző tanok a filozófia történetében először a nagy keleti kultúrákban, Indiában és Kínában jelentek meg, a Védák és a konfucianizmus formájában. 
Nyugaton az eredete Platón idea-elméletére vezethető vissza.
Az antik görög filozófiában Platón képviselte az objektív idealizmus klasszikus formáját. 
A platóni vagy dualista típusú idealizmus a lét két területének éles ellentétén alapul: az egyik az ideák világa, mint örök és igaz entitások, a másik pedig az érzéki jelenségek világa. A platonizmus részben metafizikai, részben ismeretelméleti idealizmus.
Platón a világ logikai-racionális magyarázatára törekedett, de megtartotta a kapcsolatot a vallásos-mitológiai képzetekkel is. Platón követői az ókor végén, időszámításunk első századaiban olyan ideológiát alkottak ki az újplatonizmus formájában, amely még szorosabban összenőtt a vallással és a miszticizmussal.
A középkorban az objektív idealizmus és a vallás kapcsolata megerősödött. Az egész középkori filozófia alárendelődött a keresztény és az iszlám teológiának. A kor keresztény objektív idealizmusának kiemelkedő alakjai Hippói Szent Ágoston és Aquinói Szent Tamás. Aquinói Tamás elsősorban Arisztotelész bölcseleti hagyatékát tette alkalmassá a keresztény vallás filozófiai szükségleteinek kifejezésére. A korai újkor tágabb értelemben vett idealista filozófusai többnyire nem hirdetik a nem-materiális dolgok elsődlegességét, hanem csak annyit állítanak, hogy ezek is léteznek a „normális”, érzékelhető világ mellett (klasszikus dualizmus).
Az újkori filozófiában René Descartes munkásságától kezdve erősödni kezdtek az individualista mozzanatok, ami végül a klasszikus szubjektív idealizmus kialakulásához vezetett Berkeley filozófiájában. Kantnak a tudattól függetlenül létező „magánvalóról” szóló tanítása ugyan materialista jellegű, filozófiája középpontjában azonban egyrészt a tudat a priori formáinak szubjektív idealista tétele, másrészt pedig e formák általános emberi jellegének objektív idealista értelmezése áll. A német idealizmus további képviselői között Fichte filozófiájában a szubjektív idealista tendencia, Schelling bölcseletében pedig az objektív idealizmus kerekedett felül. A nagy német idealisták közül Hegel tanítása a legmaradandóbb, ő alkotta meg az objektív idealizmus legátfogóbb rendszerét, mégpedig azt a szintén általa kidolgozott dialektika szemléletmódjával egyesítve.
Hegel munkássága óriási hatással volt a filozófia fejlődésére. Marx és Engels az ő tanaiból kiindulva, vele vitatkozva alkották meg a dialektikus és történelmi materializmus eszmerendszerét. A természettudományok térnyerése nyomán erősödtek a filozófiában is a materialista tendenciák. Ezekkel szemben a hegelianizmus talaján egy sor olyan új elmélet jött létre, amelyek mintegy „közbülső” helyet akarnak elfoglalni az idealizmus és a materializmus között, elvetve vagy meg nem válaszolva a filozófia alapkérdését, az anyag és a tudat viszonyát (pozitivizmus, neorealizmus, empiriokriticizmus). Erősödtek az agnosztikus és irracionalista áramlatok is, mint az egzisztencializmus és a logikai pozitivizmus. Ugyanakkor a 20. század derekán felélénkült a katolikus filozófia is a neotomizmus formájában. A fő áramlatokon belül folytatódott az idealizmus részekre bomlása is, kisebb hatású tanok megjelenésével, mint a fenomenológia, a perszonalizmus, a pragmatizmus.
A nyugati világban az idealizmus, mint metafizikai nézet népszerűsége jelentősen csökkent a 20. században, különösen az angol nyelvű analitikus filozófiában. Ez részben a brit filozófusok, mint például G. E. Moore és Bertrand Russell kritikájának, részben pedig az amerikai „új realisták”, mint például E. B. Holt, Ralph Barton Perry és Roy Wood Sellars kritikájának köszönhető.